# Xavantes
El poble xavante és una ètnia ameríndia que habita la terra Marãiwatséde, al Mato Grosso brasiler. S'autodenominen A'uwē Uptabí, que significa «gent veritable». La seva població actual és de més de 22 mil persones, la major part de les quals segueixen parlant la llengua xavante, de la família Ye.

## Història
Antigament, el territori xavante era a l'estat de Goiás, però pressionat per la colonització provocada pel descobriment d'or a la regió al segle xvii, el poble xavante va decidir travessar el riu Araguaia, quedant-ne una part al marge est, els ara coneguts com a xerentes. Durant anys, representants de l'ètnia xavante van migrar successivament per la regió dels rius Araguaia, Cristalino i das Mortes i es van refugiar a l'orient de Mato Grosso, fins a l'actualitat. Viuen en 12 «terres indígenes», vuit d'elles homologades i una identificada administrativament.
Van estar molt de temps reprimits pels rics de la zona que els tractaven com a esclaus però gràcies a Pere Casaldàliga se’n van poder lliurar.

## Aspectes culturals
Conreen principalment blat de moro, fesol i carabasses. La seva subsistència també depèn de la cacera, la pesca i la recol·lecció de productes silvestres. Practiquen el ritu iniciàtic masculí del foradament d'orelles, i esports com la lluita i les curses de relleus amb trossos pesats de fusta sobre el cap, després de les quals dansen el Da-ño're.
Cada persona forma part d'una de les dues classes matrimonials, anomenades poriza'õno i öwawe, i cada individu es casa amb algú de l'altre grup o «meitat». Les noces se celebren amb un banquet després que la parella hagi conviscut i demostrat ser compatible.